# 고길선
고길선(? - )은 조선민주주의인민공화국의 정치인이다. 내각 원유공업상 겸 조선로동당 중앙위원회 정치국 후보위원이다.

## 경력
내각 원유공업성 부상을 거쳐 2013년 4월 원유공업상으로 임명되었다. 2016년 5월, 조선로동당 제7차 대회에서 조선로동당 중앙위원회 후보위원으로 선출되었다.